# Hiram II
Hiram II, roi de Tyr et de Sidon vers 739 av. J.-C. à 730 

## Règne
Après une campagne victorieuse en 743/742 le roi Teglath-Phalasar III reçoit un tribut d'un roi de Tyr dont le nom est perdu mais qui doit être encore son vassal « Toubaalou » c'est-à-dire Ithobaal II (?).
En 738 après avoir maté une nouvelle révolte le roi d'Assyrie crée une province de Phénicie. Les cités les plus méridionales, Byblos où règne Shipitbaal II et Tyr où Hiram II a remplacé Ithobaal, paient tribut. Hiram II règne sur Tyr et sur Sidon, selon une inscription phénicienne de Chypre où un gouverneur local se déclare « serviteur d'Hiram, roi des Sidoniens ».
De 734 à 733 Teglath-Phalasar III  mène campagne en Syrie contre le royaume de Damas dont la capitale est prise. Hiram II qui avait embrassé le parti de Damas est contraint de payer tribut aux assyriens qui contrôlent désormais la cité côtière de Mahalab.
Tyr préserve une indépendance nominale. Un courrier du roi d'Assyrie montre que les deux cités sont contrôlées étroitement par l'administration assyrienne. La situation de Shipitbaal II roi de Byblos semble similaire.

## Sources
- Véronique Krings, La civilisation phénicienne et punique : manuel de recherche, Brill, 1995.  (ISBN 9004100687)
- Sabatino Moscati, Les Phéniciens, Librairie Arthème, Fayard, 1971.  (ISBN 2501003543)
- Josette Elayi, Histoire de la Phénicie, Paris, Perrin, 2013, 341 p. (ISBN 978-2-262-03662-1), p. 161-163,165